# Cápsula (botánica)

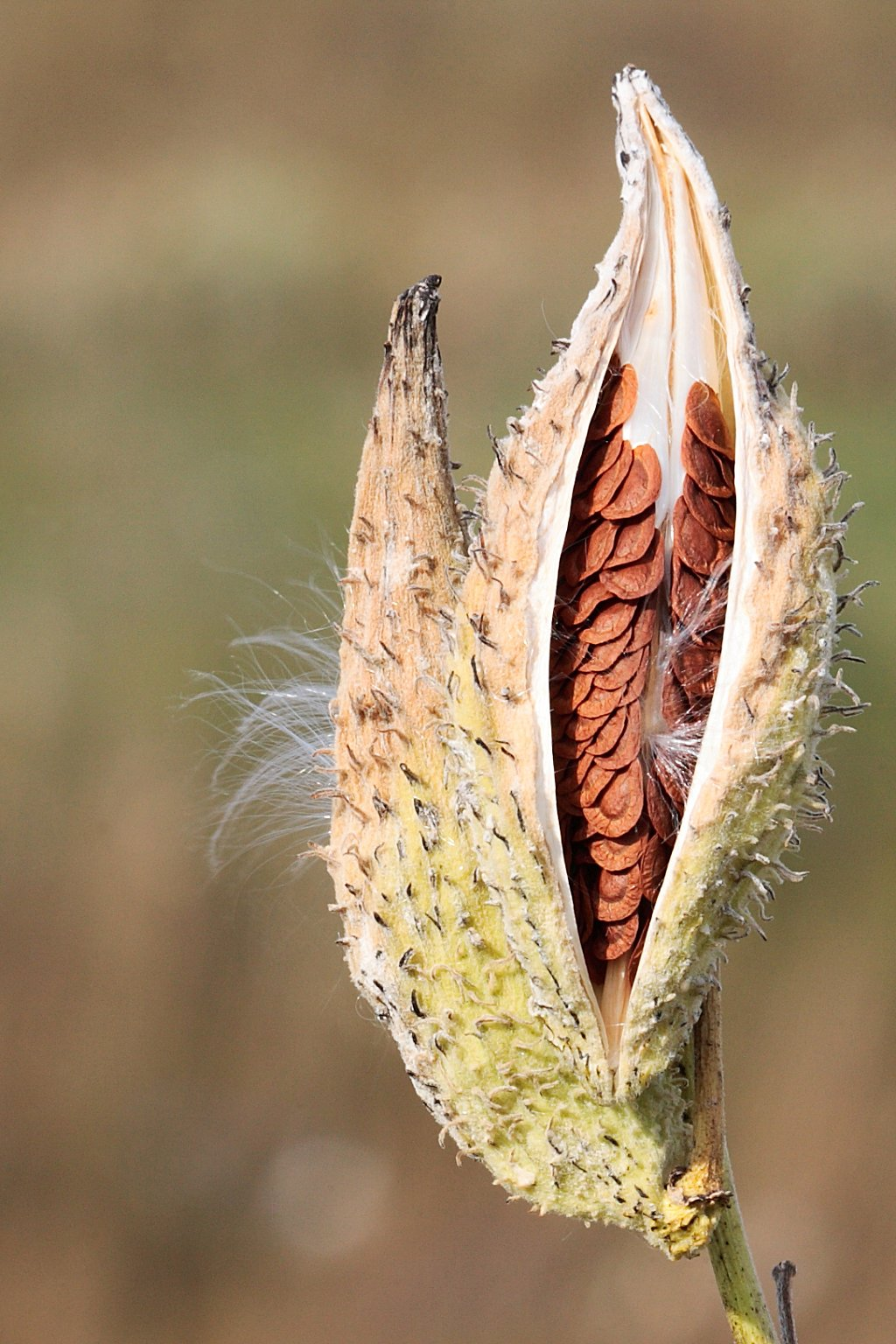
Cápsula de Asclepias syriaca

Una cápsula es un tipo de fruto seco dehiscente (es decir, que se abre al madurar para liberar las semillas), compuesto de al menos dos carpelos. En general contiene más de una semilla en cada uno. Se forma a partir de un ovario súpero, y la dehiscencia puede adoptar numerosas formas distintas:
- septicida, es decir, abriéndose por la juntura entre carpelos, como en las Digitalis;
- loculicida, es decir, abriéndose cada carpelo separadamente, como en los tulipanes (Tulipa spp.);
- septífraga, es decir, abriéndose por los septos en planos paralelos al eje central del fruto, cuyas partes internas permanecen adheridas a la columna axial, como en el cedro misionero (Cedrela tubiflora);
- placentífraga, es decir, abriéndose por dos hendiduras paralelas cercanas a la placenta;
- foraminal o valvular, es decir, abriéndose poros en la superficie superior de la cápsula, por donde escapan las semillas al agitar el viento los frutos;
- dental, es decir, abriéndose el ápice carpelar y formando un reborde dentado en la parte superior;
- porícida, o sea por poros que se abren por debajo del disco superior, por ejemplo casi todas las especies del género Papaver (amapolas).
- circular o transversal, los llamados píxides, como por ejemplo en el beleño.

Algunas cápsulas tienden a estallar al alcanzar la madurez, dispersando las semillas por la propia fuerza de la explosión en la llamada autocoria.
Las cápsulas se confunden con frecuencia con las nueces, como en la nuez de Brasil (Bertholletia excelsa) y la castaña de Indias (Aesculus hippocastanum), pero se diferencia de estos frutos por ser dehiscente.